# Robert Heine (Politiker)
Robert Heine (* 2. Januar 1823 in Subkau, Kreis Preußisch Stargard; † 1916) war ein preußischer Gutsbesitzer und Politiker.

## Leben
Robert Heine, auch Heyne, entstammt der wohlhabenden Gutsbesitzer Familie Heine/Heyne aus dem Halberstädtischen Umland. Sein Vater wurde als königlicher Amtsrath zur Verwaltung der königlichen Schäferei nach Westpreußen versetzt, wo dieser Familienzweig sesshaft wurde. Heine war Gutsherr auf Czarlin mit Felgenau (Wielgłowy) und Narkau (Narkowy) und zehn weiteren Gütern im Landkreis Dirschau in Westpreußen. Politisch betätigte er sich als Mitglied des Provinziallandtags von Westpreußen und ab 1875 als Mitglied des Preußischen Herrenhauses.
Heine war verheiratet mit Adele Uphagen Tochter einer Danziger Patrizierfamilie (Das Uphagenhaus ist noch heute zu sehen).